# 小头左鲆
小头左鲆（学名：Laeops parviceps）为鲆科左鲆属的鱼类，俗名北原左鲆、小头枪鲽、北原枪鲽。分布于南达澳大利亚、北达日本南部以及海南省、两广到台湾、浙江等浅海等，属于暖水性浅海底层鱼。该物种的模式产地在Arafura海。

## 形态特征
身体类似于椭圆形，甚侧扁，两只眼睛都在头部左侧，嘴巴小，脑袋长为上颌骨的4到5倍。颌齿是锥状。